# Хюитфельдт, Анникен
Анникен Скарнинг Хюитфельдт (норв. Anniken Scharning Huitfeldt; род. 29 ноября 1969, Берум, Акерсхус) — норвежский политический и государственный деятель. Член Рабочей партии. Посол Норвегии в США с 26 августа 2024 года. В прошлом — министр иностранных дел Норвегии (2021—2023), министр труда (2012—2013), министр культуры Норвегии (2009—2012), министр по делам детей и равноправия (2008—2009).

## Биография
Родилась 29 ноября 1969 года в коммуне Берум в фюльке Акерсхус в семье окружного судьи Ивера Хюитфельдта (Iver Huitfeldt; род. 1943) и Сидсель Скарнинг (Sidsel Scharning; 1940–1990). Имеет брата Андерса и сестру Астрид (Astrid Huitfeldt; род. 1977). Происходит по отцовской линии из старинного датского дворянского рода Хюитфельд. Её дядя Фриц Хюитфельдт (Fritz Huitfeldt; род. 1939) — политик от Консервативной партии, мэр Осло (1997—2000).
В 1988 году окончила гимназию в Есхейме, в 1992 году — Университет Осло, где изучала политологию и историю, в 1992—1993 годах изучала географию в Лондонской школе экономики, в 1996 году получила степень магистра по истории в Университете Осло. В 2000—2005 годах — исследователь в исследовательском институте Фафо.
В 1988—1989 годах — секретарь молодёжной организации Рабочей партии в фюльке Акерсхус. В 1996—2000 годах — председатель молодёжной организации Рабочей партии. В 2000—2001 годах — заместитель председателя Международного союза молодых социалистов (IUSY). В 2002 году стала членом Центрального исполнительного комитета (ЦИК) Рабочей партии. С 2007 по 2019 год возглавляла «женское крыло» партии. С 2017 года — член правления Партии европейских социалистов. С 2019 года возглавляет отделение Рабочей партии в фюльке Акерсхус. С 2019 года — член правления Прогрессивного альянса.
В 2001—2005 годах член правления норвежского отделения организации Save the Children — Redd Barna.
По результатам парламентских выборов 2005 года избрана депутатом стортинга в округе Акерсхус. Переизбиралась в 2009, 2013, 2017 и 2021 годах. В 2005—2008 годах — первый заместитель председателя парламентского комитета по делам науки, образования и церкви, в 2013—2021 годах — председатель парламентского комитета по иностранным делам и обороне.
29 февраля 2008 года назначена министром по делам детей и равноправия Норвегии в первом правительстве Йенса Столтенберга. Сменила Мануэлу Рамин-Осмундсен, ушедшую в отставку 14 февраля после обвинения в непотизме. 20 октября 2009 года назначена министром культуры и по делам церкви во втором правительстве Йенса Столтенберга. С 1 января 2010 года в связи с передачей церковных дел в Министерство государственного управления, реформы и по делам церкви стала министром культуры. После перестановок в правительстве 21 сентября 2012 года назначена министром труда. Правительство Йенса Столтенберга ушло в отставку 16 октября 2013 года, после того как Рабочая партия на сентябрьских выборах не набрала достаточно голосов, чтобы сформировать правящую коалицию.
14 октября 2021 года назначена министром иностранных дел Норвегии в правительстве Йонаса Гара Стёре. Отправлена в отставку 16 октября 2023 года на фоне скандала с деловой деятельностью мужа и конфликта интересов.
15 марта 2024 года назначена послом Норвегии в США. Вступила в должность 26 августа.

## Личная жизнь
Супруг — Ула Петтер Флем (Ola Petter Flem). Родила троих детей.

## Награды
- Орден княгини Ольги III степени (30 декабря 2022 года, Украина) — за весомый личный вклад в укрепление межгосударственного сотрудничества, поддержку государственного суверенитета и территориальной целостности Украины[8]